# Зосима Прокопович
Зосима Прокопович (*невідомо — †1659) — український релігійний діяч доби Богдана Хмельницького. Єпископ Чернігівський Київської митрополії Константинопольського патріархату. Останній архієрей перед захопленням кафедри Московською православною церквою.

## Біографія
Чернігівська єпархія, прадавня українська єпархія (з кінця X віку), область якої на початку XVI в. відійшла, внаслідок війни, до Московщини, а в р. 1618 по Деулинському миру повернена була Москвою Польщі.
1631 року згадується ієромонахом Київського Михайлівського монастиря, потім настоятелем Чернігівського Єлецького Успенського монастиря.
Ісаєю Копинським, коли сам був обраний на митрополита, висвятив на Чернігівську катедру ігумена Зосиму Прокоповича.
Є дані, що єп. Зосима був слабого здоровя, не почував себе на силах керувати єпархією і проживав у Києві якби „на покої", в молитовних подвигах. Він був змушений залишатися в Києві у званні охоронця Антонієвих печер, щоб отримувати допомогу від лаври.
Характерною особливістю преосвященного Зосими було шанування пам'яті покійних. У Єлецькому монастирі він займався складанням «Єлецького синодика», зібраного від «давняго тоея обителі помінніка».
8 березня 1657 р. був висвячений на єпископа Чернігівського, сучавським митрополитом Гедеоном в Яссах, архимандрит Лазар Баранович, ректор Київо-Братської колегії, будучи обраним на Чернігівську катедру „мирною і добровольною радою духовного й мирського чину". Єпископська хіротонія Лазаря Барановича в Яссах пояснюється тим, що митрополит Сильвестр був хворий. Щоб уникнути звернення за висвятою до сусідньої Москви, звернулись до митрополита Гедеона, який був в тій самій юрисдикції Царгородського патріярха, що й Київський митрополит.
Помер в 1659 році.